# Hardy Krüger junior

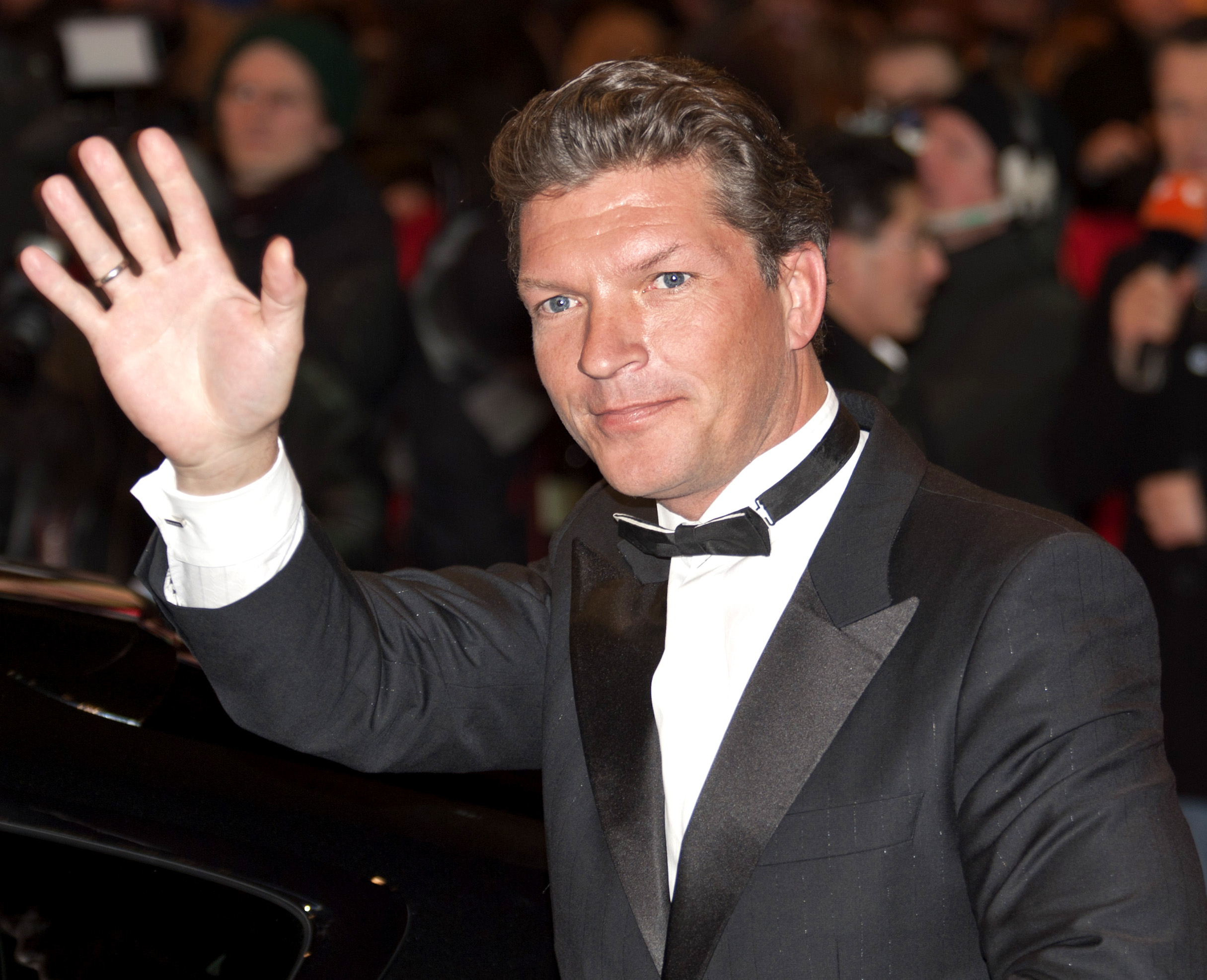
Hardy Krüger junior auf der Berlinale 2011

Hardy Daniel Krüger (bis 2021 Hardy Krüger jr., * 9. Mai 1968 in Lugano, Schweiz) ist ein deutscher Schauspieler. Seinen Durchbruch hatte er 1994 mit der Hauptrolle in der ARD-Fernsehserie Gegen den Wind.

## Leben
Hardy Krüger ist der Sohn des Schauspielers und Schriftstellers Hardy Krüger (1928–2022) und der italienischen Malerin Francesca Marazzi. Aus der Ehe seiner Eltern stammt eine ältere Schwester (* 1967). Seine Halbschwester Christiane Krüger (* 1945), ebenfalls Schauspielerin, stammt aus einer früheren Ehe seines Vaters. Bald nach seiner Geburt zog die Familie nach Tansania auf eine Farm, die vorher als Kulisse für den Abenteuerfilm Hatari! gedient hatte.
Seine Schulzeit verbrachte Krüger auf einer internationalen Schule in Deutschland. Nach einer Ausbildung zum Bartender nahm er ab 1989 Schauspielunterricht in Los Angeles. Nebenbei arbeitete er für US-amerikanische Fernsehshows.
Krüger spielte in Deutschland in der ARD-Serie Nicht von schlechten Eltern und eine Hauptrolle in Gegen den Wind. Er war in internationalen Produktionen zu sehen, so 1999 im Filmdrama Du gehörst mir! und der Filmkomödie Asterix und Obelix gegen Caesar. 2001 war er in Ulrich Königs Marlene-Faro-Romanverfilmung Frauen, die Prosecco trinken an der Seite von Tina Ruland als Fotoreporter und Gleitschirmflieger in der Hauptrolle zu sehen.
Eine weitere Hauptrolle spielte Krüger 2004 in dem Geschichtsepos Stauffenberg, das mit dem Deutschen Fernsehpreis in der Kategorie „Bester Film“ ausgezeichnet wurde. Von 2006 bis 2013 war er als Förster Stefan Leitner der Nachfolger von Christian Wolff in der ZDF-Fernsehserie Forsthaus Falkenau. Im Herbst 2020 gehörte er zu den Kandidaten der Kochshow MasterChef Celebrity auf Sky One. 2022 war er Teilnehmer bei der RTL-Sendung Let’s Dance.
2014 und 2015 stand Krüger bei den Hamburger Kammerspielen sowie im Harburger Theater mit dem Stück Ziemlich beste Freunde auf der Bühne. Das Kammerspiel Leberhaken mit ihm in der Hauptrolle war im September 2021 der Eröffnungsfilm auf dem Internationalen Filmfest Oldenburg. Die Premiere fand in der Weser-Ems-Halle statt. Er spielte dort an der Seite von Luise Großmann.

### Privates

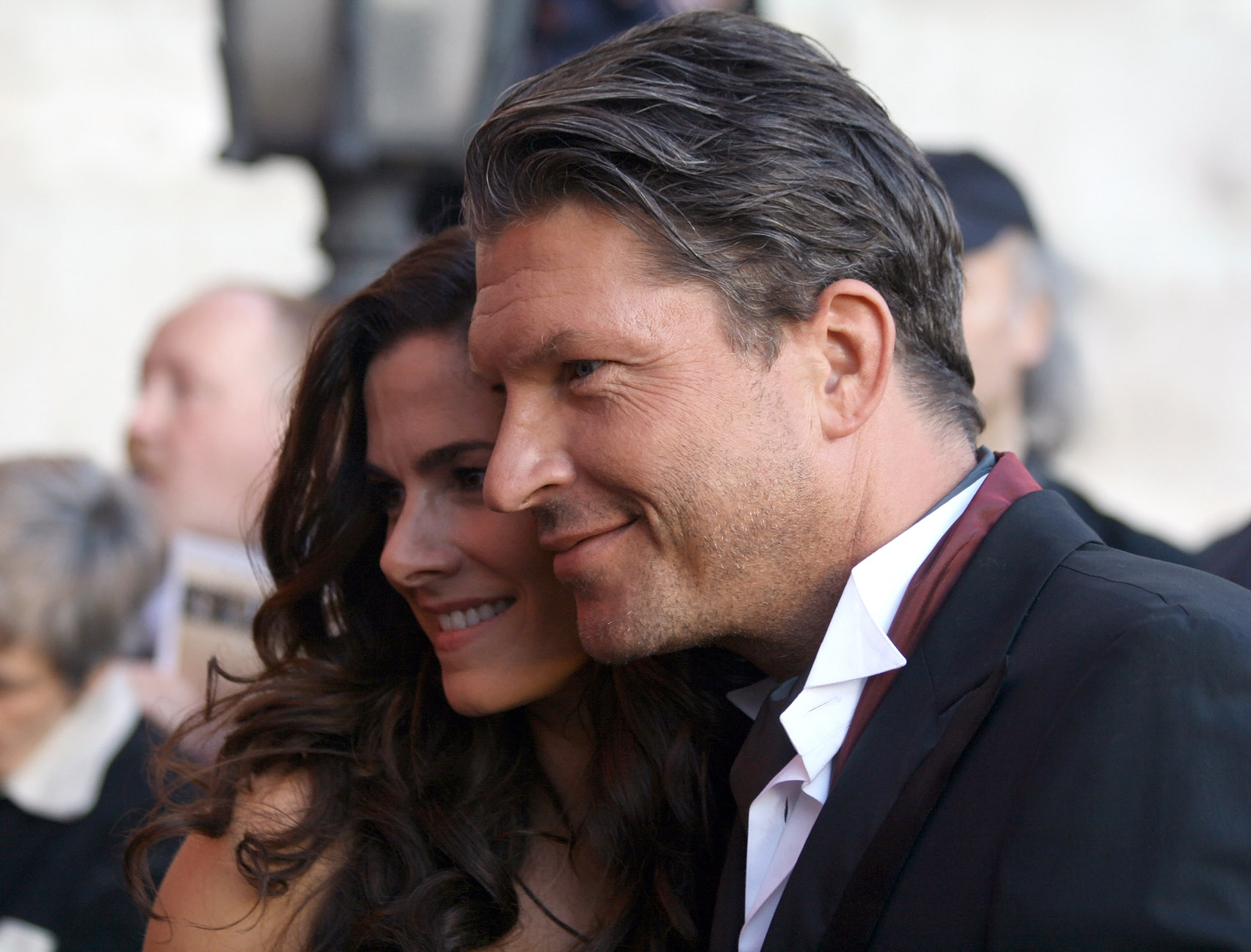
Hardy Krüger und Katrin Fehringer (2012)

Von 1993 bis 2005 war Krüger mit Petra Zinati verheiratet; aus dieser Ehe stammen zwei Söhne. Aus der zweiten, von 2008 bis 2015 dauernden Ehe mit der österreichischen Malerin Katrin Fehringer hat er eine leibliche Tochter und eine Adoptivtochter. Ein Sohn aus zweiter Ehe starb im Juli 2011 im Alter von acht Monaten am plötzlichen Kindstod. Seit 2018 ist Krüger mit der PR-Agentin Alice Rößler verheiratet, mit der er in Berlin ein Café betreibt.

### Soziales Engagement
Krüger ist UNICEF-Botschafter und setzt sich gegen Kinderprostitution ein. Für dieses Engagement wurde er von Kinderlachen mit dem Kind-Award 2006 ausgezeichnet. Darüber hinaus hat er die Schirmherrschaft für die Charity-Aktion TukTuk-Tour von Asien nach Europa übernommen.
Außerdem ist Krüger Mitglied der vom damaligen Bundesminister Sigmar Gabriel anlässlich der CBD-COP9 ins Leben gerufenen Naturallianz, die sich für den Erhalt der biologischen Vielfalt einsetzt. Seit 2010 ist er Schirmherr des Natur-, Tier- und Umweltfilmfestivals NaturVision, das jährlich im Nationalpark Bayerischer Wald stattfindet.

## Filmografie (Auswahl)
- 1992–1996: Nicht von schlechten Eltern (Fernsehserie)
- 1994: Nicht nur der Liebe wegen
- 1994: Ihre Exzellenz, die Botschafterin (Fernsehserie)
- 1995–1999: Gegen den Wind (Fernsehserie)
- 1997: Sexy Lissy
- 1997: Das Traumschiff: Hawaii
- 1997: Küstenwache – Eriks Geheimnis
- 1999: Du gehörst mir! (Le Cocu magnifique)
- 1999: Der Kurier des Zaren
- 1999: Asterix und Obelix gegen Caesar (Astérix et Obélix contre César)
- 2001: Frauen, die Prosecco trinken
- 2001: Barbara Wood: Traumzeit
- 2001: Bel Ami – Liebling der Frauen
- 2001: Vortex
- 2002: Dracula (Il bacio di Dracula)
- 2003: Nancy & Frank – A Manhattan Love Story
- 2003: Je reste!
- 2004: Inga Lindström – Die Farm am Mälarsee
- 2004: Stauffenberg
- 2004: Utta Danella – Das Familiengeheimnis
- 2005: Die Schokoladenkönigin
- 2005: Im Tal der wilden Rosen: Verzicht aus Liebe (Fernsehfilm)
- 2006: Das Traumhotel – Seychellen
- 2006: Plötzlich Opa
- 2006: Robin Pilcher – Jenseits des Ozeans
- 2006–2012: Forsthaus Falkenau (Fernsehserie, 101 Folgen)
- 2009: Lilly Schönauer – Paulas Traum
- 2010: Wer zu lieben wagt
- 2011–2012: Toni Costa – Kommissar auf Ibiza (2 Folgen)
- 2011: Das Mädchen aus dem Regenwald
- 2012: Inga Lindström – Vier Frauen und die Liebe
- 2012: Das Traumhotel – Myanmar
- 2013: Nur mit euch!
- 2014: SOKO Stuttgart – Rapunzel
- 2015–2018: Notruf Hafenkante (Fernsehserie, 11 Folgen)
- 2017: Das Traumschiff – Tansania
- 2019: Eine ganz heiße Nummer 2.0
- 2021: Leberhaken
- 2022: Fritzie – Der Himmel muss warten – Klar zur Wende
- 2023: Rote Rosen (Fernsehserie)
- 2023: Simon Becketts Die Chemie des Todes (Fernsehserie)
- 2024: Gute Zeiten, schlechte Zeiten (Fernsehserie, Folge 8077–8165)
- 2025: Inga Lindström: Das Flüstern der Pferde

## Publikationen (Auswahl)
- 2018: Der leise Ruf des Schmetterlings: Eine Erzählung über Liebe, Verlust und die Kraft des Augenblicks, Giger Verlag, Altendorf 2018, ISBN 978-3-906872-54-4
- 2021: Wendepunkte: Wie ich Kraft aus der Veränderung geschöpft habe, GRÄFE UND UNZER Edition, ISBN 978-3-8338-7822-0